# Krzysztof Wodiczko

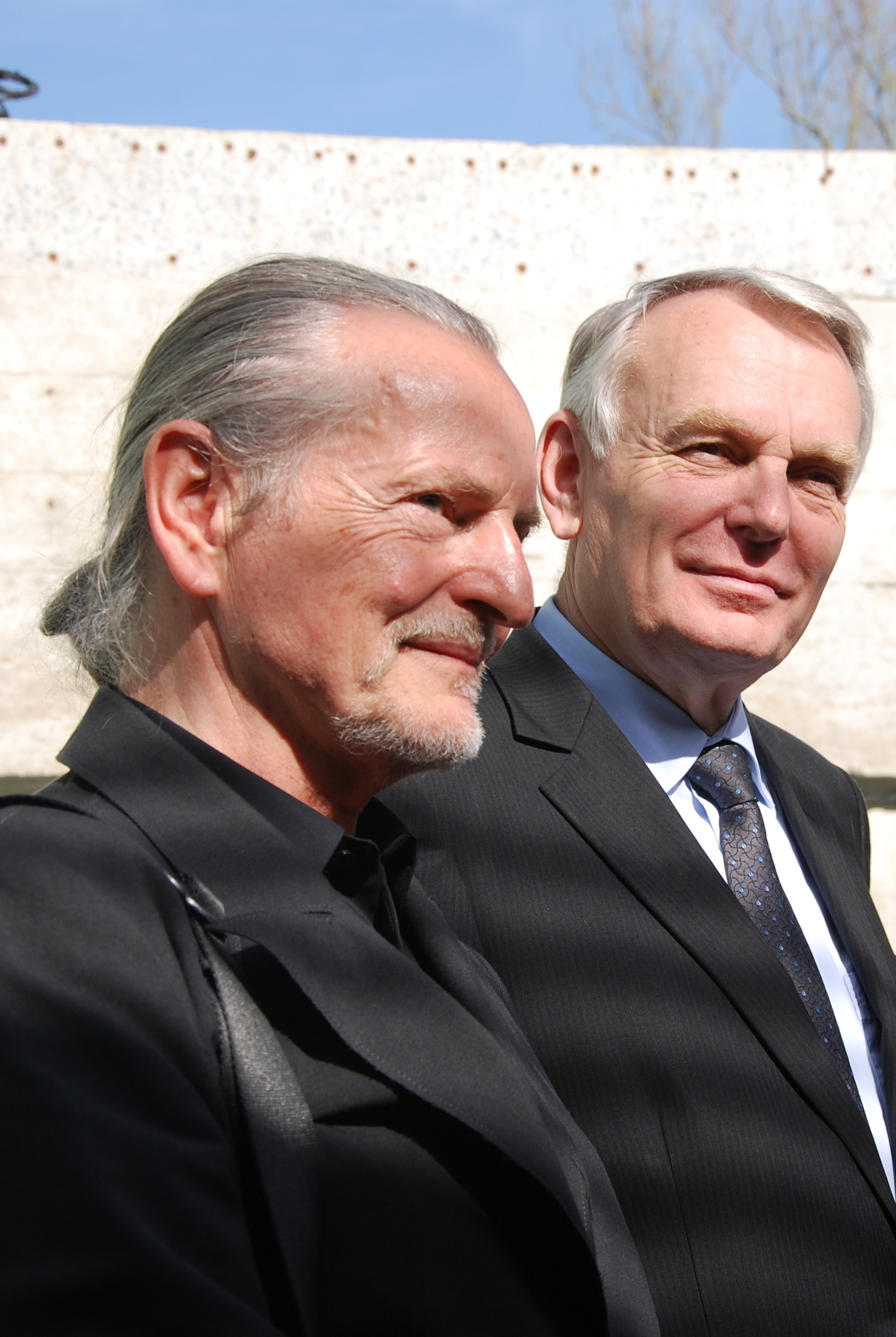
Krzysztof Wodiczko mit Jean-Marc Ayrault

Krzysztof Wodiczko (* 16. April 1943 in Warschau) ist ein polnisch-kanadisch-US-amerikanischer Multimediakünstler.

## Leben und Werk
Krzysztof Wodiczko, Sohn des polnischen Dirigenten Bohdan Wodiczko, wurde während des Aufstands im Warschauer Ghetto geboren und wuchs in Warschau auf. 1967, während er an der Akademie der Bildenden Künste Warschau studierte, begann er mit Józef Patkowski und dem Experimentalstudio des Polnischen Rundfunks zusammenzuarbeiten. 1968 schloss Wodiczko sein Studium des Produktdesigns mit dem Master ab. Während der nächsten Jahre arbeitete er für die Warschauer Firma Unitra, für die er Designs für elektronische Geräte entwarf. Ab 1970 entwickelte er das Design für optische, elektronische und mechanische Geräte der polnischen Optik-Werke.
1976 nahm Wodiczko an einem Artist-in-Residence-Programm der NSCAD University im kanadischen Halifax teil. Aus Polen emigrierte Krzysztof Wodiczko nach Kanada und lehrte 1977 an der University of Guelph in Ontario. Die Zusammenarbeit mit dem New Yorker Kunsthändler Hal Bromm nahm ihren Anfang. 1979 wurde er Hochschullehrer an der OCAD University in Toronto und bekam dann einen Lehrauftrag (bis 1981) an der NSCAD University. Von 1981 bis 1982 war Wodiczko Artist in Residence an der University of South Australia in Adelaide. 1983 zog Wodiczko nach New York City und lehrte am New York Institute of Technology. 1991 nahm er eine Professur am Massachusetts Institute of Technology und der Harvard Graduate School of Design in Cambridge an, behielt aber seinen Wohnsitz in New York City. Wodiczko ist Gastprofessor an der Psychologischen Fakultät der Szkoła Wyższa Psychologii Społecznej in Warschau.
Wodiczko war Leiter der Interrogative Design Group, und von 1994 bis 2009 Direktor von „Act“, dem MIT Center for Art, Culture, and Technology, am Massachusetts Institute of Technology.
Krieg, Konflikt, Trauma, Gedächtnis und Kommunikation in der Öffentlichkeit sind einige der Hauptthemen seines vier Jahrzehnte umfassenden Werks.
1977 wurde auf der documenta 6 ein unlenkbares, drei Meter langes Fahrzeug gezeigt, welches sich durch die Gewichtsverlagerung des Künstlers, der auf und ab geht, geradeaus bewegt. Die nach dem Prinzip eines Schaukelbalkens erzeugte Energie wird durch Drähte, Übersetzungsräder und Antriebsketten auf die Räder übertragen. Im Innenstadtverkehr Warschaus konnte sich dieses Fahrzeug mit motorisierten durchaus messen.
2009 zeigte das Institute of Contemporary Art in Boston die multimedia Installation „…Out of Here: The Veterans Project“.
Er hat mehr als 80 großflächige Videoprojektionen auf Architektur und Monumente in Australien, Österreich, Kanada, England, Deutschland, Niederlande, Irland, Israel, Italien, Japan, Mexiko, Polen, Spanien, Schweiz und den USA realisiert.
Eines seiner bekannten Werke ist Abraham Lincoln: War Veteran Projection von 2012: Krzysztof Wodiczko setzte sich mit dutzenden amerikanischen Kriegsveteranen und deren Familien auseinander, um den traumatischen Folgen des Krieges auf die Spur zu kommen. Wodiczko zeichnete 14 Interviews über Kriegserfahrungen, die schwierige Rückkehr in das zivile Leben, Verlust und Schuld, auf. Aus diesen Interviews wurde ein Film geschnitten, der dann auf die Statue von Abraham Lincoln im Union Square Park projiziert wurde.

## Ausstellungen
Wodiczkos Werke sind auf vielen internationalen Ausstellungen vertreten, der Biennale von São Paulo (1965, 1967, 1985); documenta (d6 1977,  d8 1987); Biennale di Venezia, wo er sowohl 1986 Kanada als auch 2009 Polen repräsentierte und der Whitney Biennial (2000). Zudem war Wodiczko Teilnehmer der Paris Biennale, der Yokohama Triennale, der Biennale of Sydney, Kyoto Biennale und der Trienniale des International Center of Photography, in New York.

## Auszeichnungen
- 2004 College Art Association Award
- 1998 Hiroshima Prize “für seinen Beitrag zum Weltfrieden”
- György Kepes Preis des MIT
- Skowhegan Medal für Bildhauerei
- Katarzyna Kobro Preis
- Gloria-Artis-Medaille für kulturelle Verdienste[7]